# خيسوس تابوادا
خيسوس تابوادا (مواليد 12 يوليو 1940) هو مبارز بالسيف أرجنتيني، مثّل بلاده في الألعاب الأولمبية الصيفية 1964.

## روابط رياضية
خيسوس تابوادا على موقع أوليمبيديا (الإنجليزية)